# Csiszár család
Csiszár család Nyitra vármegyei és Verebélyi széki egyházi nemes család. A gyakori családnév a csiszol ige foglalkozást (kard-, páncél- stb.) jelző származéka. 1570-ben például Pereszlényről és Ímelyről ismertek ilyen családnevűek a török adóösszeírás szerint.
Csiszár Istók szerepelt az 1699-es adományt megelőző összeírástöredéken Nemespann alatt, de a nevét kihúzták, feltehetőleg azért, mert vagy nem tudta letenni a szükséges költséget, vagy más családbeli rokona szerepel az adományban s költségkímélés céljából csak a másik neve szerepel a birtokadományos oklevélben. Egy 18. század eleji összeírás szerint Csiszár István volt birtokos Nemespannon. 1720-ban és 1722-ben Csiszár családbelieket vizsgáltak. 1725-ben Csiszár István használhatott pecsétet. Egy 1732-es per szerint Csiszár István Nemespannon kiváltott Vass Jánostól bizonyos atyafiúi szántóföldet, melyen később építkezett és lakott, illetve a Tarsoly dűlőben elcserélt bizonyos földet Hamar Andrással. 1750-ben a cétényi hegyen való dézsmáláskor Csiszár János mutatta meg a lajstromban szereplők lakását. 1755-ben Csáky Miklós érsektől Csiszár János kapott birtokadományt nemespanni birtokrészeikre.
Az 1770-es években készült nemespanni kúriaösszeírásban Csiszár István szerepelt. Egy 1783-as tanúkihallgatáskor Csiszár István tanú körülbelül 30 éves volt. 1784-ben Nemespannon a Fölső Osztályban egy egész fundus szerepelt a család nevén. 1790-ben Csiszár István, András és József édesatyjuk által a Ferenczy családnak elzálogosított földjeiket Nemespannon a Fölső Ugar Szer és Szárczo (Csordajáró úttól) dűlőkben 280 forintért 32 évre újból elzálogosították Csiffáry Jánosnak és feleségének Evetke Borbálának. 1794-ben Nemespannon Csiszár István és fia János, Csiszár József és fia József és Csiszár András és fia János szerepeltek a nemesi összeírásban. 1809-ben Nemespannon Csiszár József (48 éves) és fia József (19) és Csiszár András (58) és fia János és József szerepeltek a nemesi összeírásban. Az 1847-es Nyitra vármegyei nemesi összeírásban Nemespannon Csiszár József, Pál és András szerepeltek és Kiskéren szolgált János.
1869-ben Nemespannon a 47. házszám alatt élt özv. Csészárné Matuskovics Erzsébet (1800), fia Pál (1819) nőtlen süketnéma, illetve Csiszár András (1830) süketnéma feleségével Borbálával (1839) és gyermekeikkel Veronikával (1860), Máriával (1864) és Annával (1868).
1919-ben Nemespannon a 9b. házszám alatt Csiszár János (1872), felesége Csekey Berta (1872) és lányaik Ilona (1897), Matild (1900) és Mária (1908) éltek, a 40. házszám alatt Pagács István (1852) és felesége Csiszár Verona (1861) családjaikkal, illetve a 48. házszám alatt Berecz Mihály (1857) és felesége Csiszár Mária (1866) családjaikkal. 1930-ban Csiszár János és felesége Csekey Berta, illetve menyük Ilona (özvegy) élt Nemespannon. Csiszár Károly 1937-ben az Egyesült Magyar Párt nemespanni szervezetének titkára volt.
Rokonságban álltak többek között a kiscétényi Bazsik, a nemespanni Fazekas, a Matuskovics és a Timoraczky családokkal.

## Neves családtagok

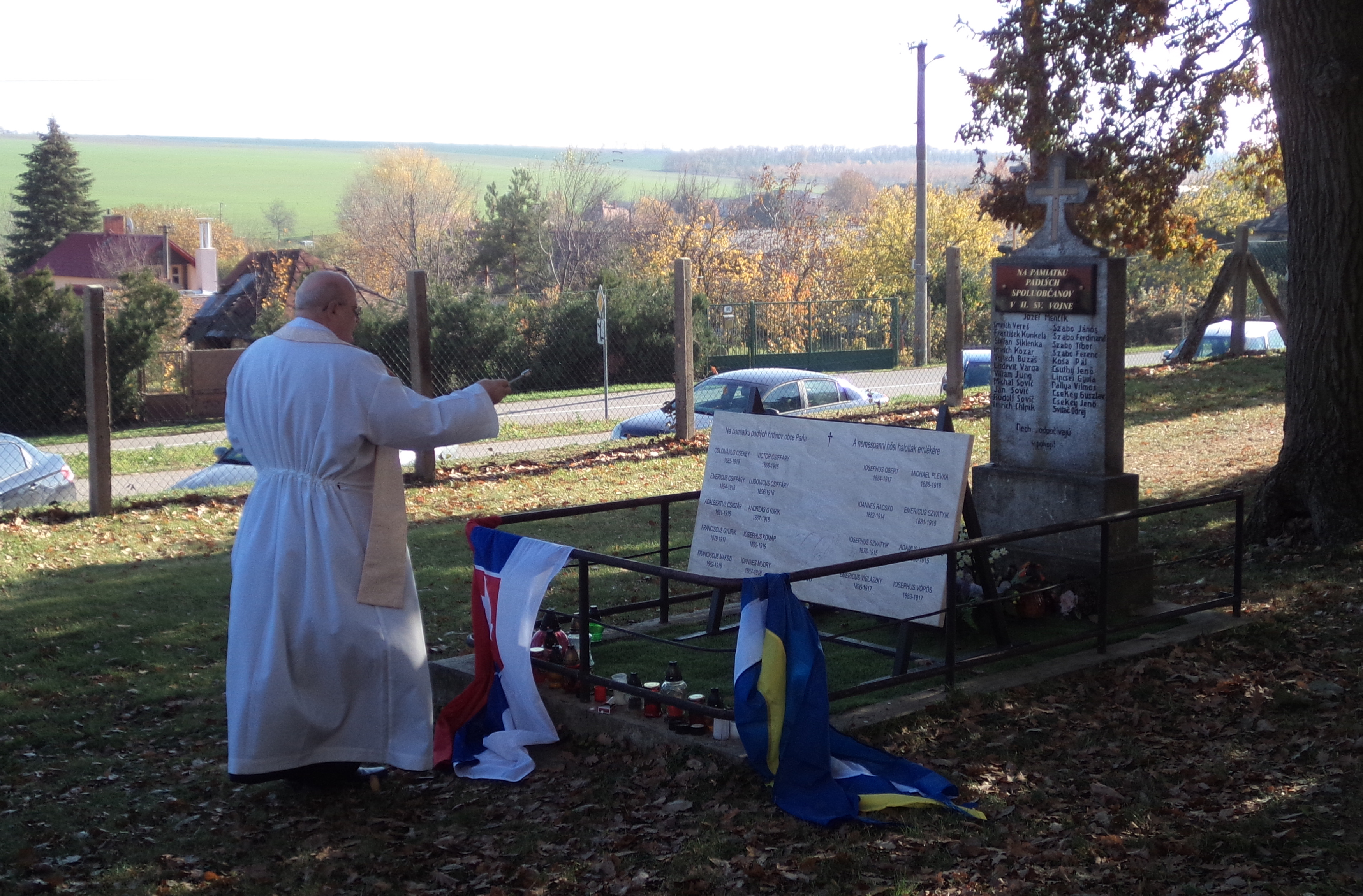
Nemespann, az első világháborús emléktábla megáldása 2018-ban
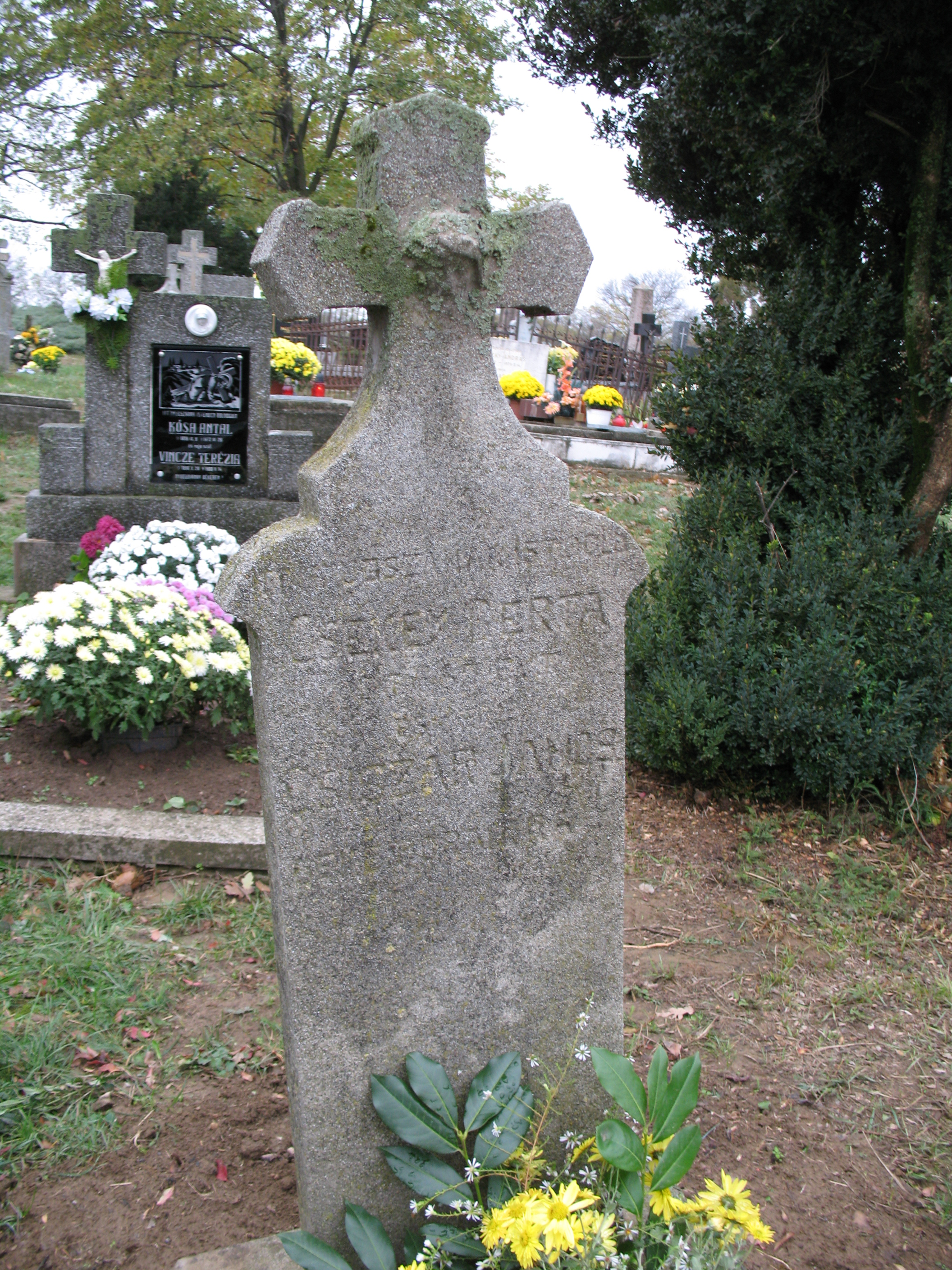
Csekey Berta és Csiszár János sírja a nemespanni temetőben

- Csiszár Béla (1891-1915) hentes, népfelkelő gyalogos a m.k. 14. gyalogezredben, első világháborús hősi halott[20]